# Acacia bilimekii
Acacia bilimekii är en ärtväxtart som beskrevs av James Francis Macbride. Acacia bilimekii ingår i släktet akacior, och familjen ärtväxter. Inga underarter finns listade i Catalogue of Life.